# 九湾潭水库
九湾潭水库，又称九龙湖，是广东省广州市花都区的一个中型水库。九湾潭水库主坝座落于网顶河九湾潭村背上游峡谷处，因此而得名。水库由广东省工学院勘测设计，1964年3月动工，1965年7月竣工。水库库坝高25.1米，坝长360米，集雨面积42平方公里，总库容量3283万立方米。